# Hadade (filho de Bedade)
Hadade, filho de Bedade (em hebraico: הֲדַד בֶּן-בְּדַד), foi um rei de Edom mencionado na Bíblia. Ele conseguiu Husão na realeza aparentemente eletivo dos edomitas. Ele é descrito como tendo se mudado para a capital de Edom para Avite e de derrotar os midianitas em Moabe. Ele foi sucedido por Sanlá de Masreca.
A data do seu reinado são desconhecidos.